# Megamelus leptus
Megamelus leptus är en insektsart som beskrevs av Franz Xaver Fieber 1878. Megamelus leptus ingår i släktet Megamelus och familjen sporrstritar. Inga underarter finns listade i Catalogue of Life.